# 应昌街道
应昌街道，是中华人民共和国内蒙古自治区赤峰市克什克腾旗下辖的一个乡镇级行政单位。位于旗政府驻地城区南部，北隔贡格尔街与西拉沐沦街道相接，其余三面与经棚镇接壤。

## 行政区划
应昌街道下辖以下地区：
贡格尔社区、赛罕社区、萃英社区、庆宁社区、云杉社区和石林社区。